# Ardtalnaig

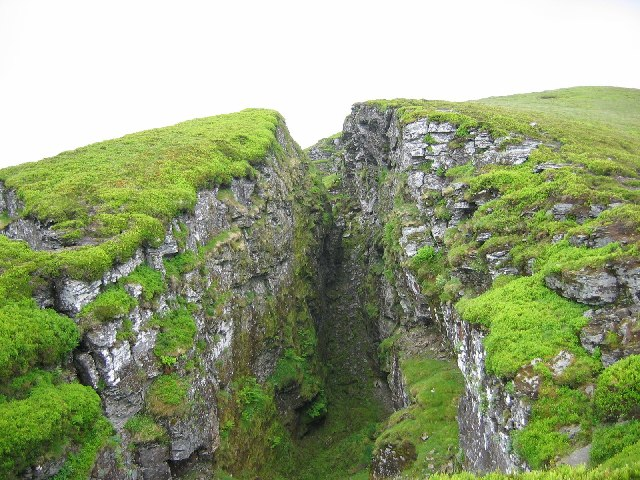
Bual a'Claidheimh - Erdrutschspalt

Ardtalnaig ist eine kleine Ortschaft, die im Norden von Schottland zwischen Inverness im Norden und Perth im Südosten in der Region Perth and Kinross liegt. Im Rahmen der historischen Gliederung Schottlands in Civil Parishes zählt es zu Kenmore, das zu Perthshire gehörte.

## Geographie
Ardtalnaig liegt in einem ländlich geprägten Raum, beiderseits des Baches Ardtalnaig Burn. Westlich des Ortes mündet dieser von Osten in den See Loch Tay. 

## Historisches
Westlich von Ardtalnaig, am Rande des Sees, konnten mit dem Carn Ban die Überreste eines Cairns archäologisch nachgewiesen werden. Seit 1995 sind sie als Scheduled Monument ausgewiesen.